# Dublin City Cup
La Dublin City Cup è stata una competizione calcistica irlandese a cui prendevano parte tutte le squadre della League of Ireland (e non solo quelle di Dublino come potrebbe suggerire il nome).
Essa venne disputata, ininterrotta, dal 1933 al 1973. Ci sono poi state altre due edizioni singole: nella stagione 1975-1976 venne giocata dalle squadre che non avevano raggiunto i quarti di finale della coppa di lega; nella stagione 1983-1984 venne disputata da 8 squadre di cui 6 di Dublino (Bohemians, Shamrock Rovers, Shelbourne, St Patrick's Athletic, UCD e Home Farm) insieme a Drogheda United e Dundalk.
Essa si svolse secondo svariati format: sia a gironi che a eliminazione diretta.

## Albo d'oro
- 1934-35:  Dolphin
- 1935-36:  Bohemians
- 1936-37:  Sligo Rovers
- 1937-38:  Dundalk
- 1938-39:  St. James's Gate
- 1939-40:  Drumcondra
- 1940-41:  Drumcondra
- 1941-42:  Shelbourne
- 1942-43:  Dundalk
- 1943-44:  Cork Utd
- 1944-45:  Shamrock Rovers
- 1945-46:  Cork Utd
- 1946-47:  Shelbourne
- 1947-48:  Shamrock Rovers
- 1948-49:  Dundalk
- 1949-50:  Drumcondra
- 1950-51:  Drumcondra
- 1951-52:  Drumcondra
- 1952-53:  Shamrock Rovers
- 1953-54:  St Patrick's
- 1954-55:  Shamrock Rovers

- 1955-56:  St Patrick's
- 1956-57:  Shamrock Rovers
- 1957-58:  Shamrock Rovers
- 1958-59:  Limerick
- 1959-60:  Shamrock Rovers
- 1960-61:  Drumcondra
- 1961-62:  Cork Celtic
- 1962-63:  Shelbourne
- 1963-64:  Shamrock Rovers
- 1964-65:  Shelbourne
- 1965-66:  Cork Hibernians
- 1966-67:  Shamrock Rovers
- 1967-68:  Dundalk
- 1968-69:  Dundalk
- 1969-70:  Limerick
- 1970-71:  Cork Hibernians
- 1971-72:  Finn Harps
- 1972-73:  Cork Hibernians
- 1975-76:  St Patrick's
- 1983-84:  Shamrock Rovers